# Sergej Machonin
Sergej Machonin (29. prosince 1918, Moskva – 24. listopadu 1995, Praha) byl divadelní a literární kritik, divadelní teoretik, dramaturg, scenárista, kulturní redaktor a publicista, překladatel z ruštiny, slovenštiny, srbochorvatštiny, bulharštiny, němčiny a francouzštiny, bratr architekta Vladimíra Machonina a sociologa Pavla Machonina, otec herečky Lenky Machoninové, manžel překladatelky Drahoslavy Janderové (*1946).

## Životopis
Po studiích na gymnáziu a reálce (maturita 1938) studoval češtinu a němčinu na Filozofické fakultě Univerzity Karlovy. V letech 1939 až 1942 byl nacisty vězněn v koncentračním táboře v Sachsenhausenu. Po zbytek 2. světové války pracoval jako úředník a redaktor. Po 2. světové válce pokračoval ve studiu na Filozofické fakultě UK, kdy studoval srovnávací literaturu. Studia zakončil doktorátem filosofie v roce 1951. Zároveň s tím pracoval jako redaktor nakladatelství Mladá fronta, později pracoval na Ministerstvu informací a dále také jako dramaturg Československého státního filmu a Realistického divadla. Od roku 1954 až do roku 1969 byl redaktorem Literárních novin. V letech 1970 až 1973 v důsledku normalizace pracoval jako noční hlídač, v roce 1973 odešel do důchodu, publicistické, překladatelské a literární činnosti se věnoval pouze v samizdatu nebo pod cizími jmény. Na přelomu let 1976/1977 jako jeden z prvních podepsal Chartu 77. V roce 1990 se vrátil zpět do Literárních novin.
Zemřel roku 1995 a byl pohřben na Olšanských hřbitovech.
In memoriam byl v roce 1996 (za tvorbu předchozího roku) ohodnocen Cenou Toma Stopparda a Cenou Josefa Jungmanna.

## Knihy
- 1945 Domluvíte se rusky? – učebnice ruštiny
- 1982 Čím jsem žil – memoáry malíře Jana Baucha
- 1995 Příběh se závorkami – kniha vzpomínek a úvah
- 2005 Šance divadla – výbor studií a článků (editorsky připravily B. Topolová a T. Pokorná)

## Překlady (výběr)
- Aleksandr Solženicyn: Jeden den Ivana Děnisoviče (1963)
- Michail Afanas'jevič Bulgakov: Útěk (1963)
- Bratři Karamazovi (1967) - dramatizace románu Fjodora Michajloviče Dostojevského
- Henri Charrière: Motýlek (1971)
- Michel Tournier: Král duchů (1988)
- Agota Kristofová: Velký sešit (1995, s Janem Machoninem)